# Zhonghuacerita-(Ce)
La zhonghuacerita-(Ce) és un mineral de la classe dels carbonats, que pertany al grup de la bastnäsita. Rep el seu nom del xinès un mineral de ceri de la Xina.

## Característiques
La zhonghuacerita-(Ce) és un carbonat de fórmula química Ba₂Ce(CO₃)₃F. No és una espècie aprovada per l'IMA, el material podria tractar-se de huanghoïta-(Ce) o kukharenkoïta-(Ce). Cristal·litza en el sistema trigonal. La seva duresa a l'escala de Mohs és 4,5.
Segons la classificació de Nickel-Strunz, la zhonghuacerita-(Ce) pertany a «05.BD: Carbonats amb anions addicionals, sense H₂O, amb elements de terres rares (REE)» juntament amb els següents minerals: cordilita-(Ce), lukechangita-(Ce), kukharenkoïta-(Ce), kukharenkoïta-(La), cebaïta-(Ce), cebaïta-(Nd), arisita-(Ce), arisita-(La), bastnäsita-(Ce), bastnäsita-(La), bastnäsita-(Y), hidroxilbastnäsita-(Ce), hidroxilbastnäsita-(Nd), hidroxilbastnäsita-(La), parisita-(Ce), parisita-(Nd), röntgenita-(Ce), sinquisita-(Ce), sinquisita-(Nd), sinquisita-(Y), thorbastnäsita, bastnäsita-(Nd), horvathita-(Y), qaqarssukita-(Ce) i huanghoïta-(Ce).

## Formació i jaciments
Va ser descoberta a la mina oest del dipòsit de Bayan Obo, a Mongòlia Interior (Xina).